# カール・ユーン
- カール・ユン

カール・ユーン（Karl Yune, 1975年4月16日 - ）は、アメリカ合衆国の俳優。兄は俳優のリック・ユーン。

## 来歴
ワシントンD.C.にて生まれる。韓国系アメリカ人。
全寮制のミッション・スクールを経て、アイビー・リーグのコロンビア大学に入学。経営学、文学、哲学を学び、のちに演劇科に転向する。
2004年にはアナコンダ2のトラン役で映画デビュー。その後もSAYURIやスピード・レーサー、リアル・スティールといった話題作に出演している。
現在はロサンゼルスを拠点とし、オフ・ブロードウェイへの出演や、端整な顔立ちと長身を生かしたファッションモデル業もこなしている。

## 映画出演
- レッド・ブレイド (2004) - Locust
- アナコンダ2 (2004) – トラン
- Miracle Mile (2004) - ジャームズ・ハドソン
- Hold Up (2004) - Cashier
- SAYURI (2005) – コウイチ
- Freezerburn (2005) - Alex the 2nd A.D.
- Ken (Short) - ケン (2006)
- Hers - K (2007)
- Speed Racer (2008) - Taejo Body Guard
- Slaughter (2008)
- リアル・スティール (2011) - タク・マシド
- インビテーション The Invitation (2015) - チョイ

## テレビ出演
- One on One Season3 , ep24 Bright Lights, Big City (2004) - M.C.
- ナイトライダーNEXT 第2話 レーシング・ナイト(Journey to the End of the Knight) (2009) - イアン
- ARROW/アロー シーズン3 (2014-2015) - マセオ・ヤマシロ(Maseo Yamashiro)/サラブ(Al-Sarab)

## その他の出演
50 Centのテレビゲーム版 50 Cent: Bulletproofでは声優としても活躍した。